# Škofija Vicenza
Škofija Vicenza (latinsko Dioecesis Vicentina) je ena izmed škofij Rimskokatoliške cerkve v Italiji, katere sedež se nahaja v Vicenzi.

## Zgodovina
Škofija je bila ustanovljena v 2. stoletju.

## Organizacija
Škofija je trenutno del Metropolije Benetke.
Zajema površino 2.200 km², ki je razdeljena na 354 župnij.